# Dimondale
Dimondale es una villa ubicada en el condado de Eaton en el estado estadounidense de Míchigan. En el Censo de 2010 tenía una población de 1234 habitantes y una densidad poblacional de 507,4 personas por km².

## Geografía
Dimondale se encuentra ubicada en las coordenadas 42°39′3″N 84°38′43″O / 42.65083, -84.64528. Según la Oficina del Censo de los Estados Unidos, Dimondale tiene una superficie total de 2.43 km², de la cual 2.32 km² corresponden a tierra firme y (4.69%) 0.11 km² es agua.

## Demografía
Según el censo de 2010, había 1234 personas residiendo en Dimondale. La densidad de población era de 507,4 hab./km². De los 1234 habitantes, Dimondale estaba compuesto por el 92.71% blancos, el 0.73% eran afroamericanos, el 0.89% eran amerindios, el 0.81% eran asiáticos, el 0% eran isleños del Pacífico, el 1.62% eran de otras razas y el 3.24% pertenecían a dos o más razas. Del total de la población el 4.05% eran hispanos o latinos de cualquier raza.